# Drôles de petites bêtes
Pour l’article homonyme, voir Drôles de petites bêtes (film).
Drôles de petites bêtes est une collection d'albums de jeunesse créée en 1994 par Antoon Krings. Chacun de ces albums met en scène un animal. Ils sont au nombre d'une soixantaine, et ont fait l’objet d’adaptations audiovisuelles, ainsi que de produits dérivés (peluches, jeux,  livres de recettes, etc.).

## Liste des albums
Tous les albums ont été publiés en France chez Gallimard Jeunesse.
1. Mireille l'abeille (1994)
2. Belle la coccinelle (1994  (ISBN 2-07-058437-2))
3. Siméon le papillon (1994  (ISBN 2-07-058439-9))
4. Chloé l'araignée (1994  (ISBN 2-07-058438-0))
5. Camille la chenille (1994)  (ISBN 9782070585694))
6. Marie la fourmi (1994)
7. Léon le bourdon (1995  (ISBN 2-07059008-9))
8. Margot l'escargot (1995)
9. Barnabé le scarabée (1995)
10. Patouch la mouche (1995)
11. Carole la luciole (1995  (ISBN 2-07-058778-9))
12. Ursule la libellule (1995)
13. Loulou le pou (1995)
14. Frédéric le moustique (1995  (ISBN 2-07-058437-2))
15. Benjamin le lutin (1996)
16. Adèle la sauterelle (1996)
17. Oscar le cafard (1996)
18. Luce la puce (1996)
19. Pat le mille-pattes (1997)
20. Pascale la cigale (1997)
21. Huguette la guêpe (1997, réédité en 2006)
22. Hugo l'asticot (1998)
23. Adrien le lapin (1998)
24. Grâce la limace (1998)
25. César le lézard (1998)
26. Lulu la tortue (1999)
27. Solange la mésange (1999)
28. Georges le rouge-gorge (1999)
29. Lorette la pâquerette (1999)
30. Maud la taupe (2000)
31. Antonin le poussin (2000)
32. Amélie la souris (2001)
33. Juliette la rainette (2001)
34. Samson le hérisson (2002)
35. Valérie la chauve-souris (2002)
36. Benjamin le Père Noël du jardin (2002  (ISBN 2-07-053794-3))
37. Pierrot le moineau (2003)
38. Zabeth la chouette (2003)
39. Léon le roi des abeilles (2004  (ISBN 9782070554874))
40. Odilon le grillon (2004)
41. Luna la petite ourse (2005)
42. Blaise et Thérèse les punaises (2006)
43. Léonard le têtard (2006)
44. Édouard le loir (2008)
45. Marion et Simon les chatons (2008)
46. Victor le castor (2009)
47. Merlin le merle (2010)
48. Romain le lapin magicien (2010)
49. Prosper le hamster (2010)
50. Louis le papillon de nuit (2011)
51. Noémie princesse fourmi (2011)
52. Théo le mulot (2012)
53. Gaston le caneton (2012)
54. Roméo le Crapaud (2013  (ISBN 9782070652280))
55. Gabriel le Lutin de Noël (2013  (ISBN 9782070656363))
56. Henri le canari (2014  (ISBN 9782070657537))
57. Bob le Bonhomme de neige (2014  (ISBN 9782070662319))
58. Robin l'écureuil du jardin (2015  (ISBN 9782070661886))
59. Cyprien le Chien (2015  (ISBN 9782070669424))
60. Léo le Lérot (2016,  (ISBN 9782070594542))
61. Nora petit rat de l'opéra (2016  (ISBN 9782075075244))
62. Apollon le grillon (2017  (ISBN 9782075084208))
63. Marguerite petite reine (2017  (ISBN 9782075080538))
64. Violette la discrète (2018  (ISBN 9782075080545))
65. Capucine la coquine (2018  (ISBN 9782075080552))
66. Dors, Bouton d’or (2019,  (ISBN 9782075127868))
67. Rose, petite rose (2020,  (ISBN 9782075140935))
68. Perce-Neige, petite reine des neiges (2020  (ISBN 9782075141680))
69. Ariel, petit arc-en-ciel (2021  (ISBN 9782075153584))
70. Simon, petit bourdon (2021  (ISBN 9782075152532))
71. Petite églantine (2022  (ISBN 2075164975))
72. Elia le tamia (2023  (ISBN 2075189951))
73. Lily pissenlit (2024  (ISBN 2075188041))

Hors-série
- Le pique-nique de Mireille l'Abeille (2014) : coffret avec un livre de recettes, cinq gobelets, cinq assiettes, cinq serviettes
- La reine des abeilles a disparu ! (2014  (ISBN 9782070661664))
- Écoutez gazouiller les drôles de petits oiseaux (2014  (ISBN 9782070661688))
- Contes de Noël des Drôles de petites bêtes (2014  (ISBN 9782070662913))

## Quelques personnages
- Mireille l'abeille est très ordonnée et un peu maniaque. Elle vit dans une maisonnette sous un rosier. Elle vivait auparavant à la ruche royale mais s'en est enfuie. Ses grands rêves seraient d'obtenir de la gelée royale et que la reine des abeilles vienne prendre le thé chez elle, pour montrer à la prétentieuse Huguette la guêpe qu'elle vaut mieux qu'elle. Mireille aime aider ses amis, et sa spécialité est le gâteau au miel. En effet, l'abeille, en plus d'être ronde, est très gourmande.
- Belle la coccinelle est, comme son nom l'indique, très jolie et est également très sage et gentille. Dans l'album qui lui est consacré (le deuxième de la série), elle rencontre une sorcière qui transforme la coccinelle en insupportable laideron. Métamorphosée, la coccinelle jouera des mauvais tours aux autres insectes et rencontrera des personnages inédits de la série (Dolly, une grosse araignée et Tony, un crapaud baveux). Elle a les yeux noirs.
- Siméon le papillon est un papillon rouge, aux ailes colorées, qui possède une trompe bleue et un chapeau jaune. Ce papillon vit dans une petite maison entourée d'un vaste jardin qui comble de plaisir Siméon qui adore les fleurs. Dans l'album qui lui est consacré (le troisième de la série des Drôles de petites bêtes), les fleurs du jardin de Siméon s'endorment le jour au désespoir du papillon, celui-ci grâce à Belle la coccinelle trouvera la cause de cet endormissement: c'est un papillon de nuit, trompettiste qui faisait danser, durant la nuit, toutes les fleurs qui, par conséquent, étaient épuisées le lendemain. Il a les yeux noirs et aime les fleurs. On apprend que Siméon est le doudou préféré d'Augustin, qui lui fait de gros calins depuis qu'il est tout petit.
- Loulou le pou est sûrement le plus excentrique et le plus amusant des habitants du jardin. Il est coiffeur-inventeur de parfums de son métier, et magicien à ses heures. Il n'est pas très apprécié pour ses blagues, mais c'est un bon camarade.
- Chloé l'araignée est une petite araignée noire et velue qui possède un nœud papillon rose sur la tête. Elle habite une petite maison de poupée dans un grenier. Chloé est une tisseuse habile qui aime broder pour sa poupée, appelée "Bébé". Dans le livre du même nom qui lui est consacré, Chloé rencontre une souris qui lui fera découvrir le monde extérieur, mais à la suite d'expériences désagréables, elle décide de retourner dans sa maison. Elle a les yeux rouges.
- Camille la chenille est une mignonne petite chenille au corps rose et jaune, avec un nœud papillon rose, huit pattes et un petit nez rose. Depuis le jour où on lui a raconté qu'un jour elle deviendra un papillon, Camille, impatiente, fait tout ce qu'elle peut pour en devenir un au plus vite. Elle habite sur une feuille au-dessus de la maison de son grand-frère, Siméon le papillon.
- Carole la luciole est une luciole toute jaune, elle est vêtue tout en vert, avec un chapeau pointu, une robe et des souliers vernis. Comme les véritables lucioles, Carole s'active la nuit, et aime faire de grands banquets nocturnes (appelés "pique-nuits" dans le livre) avec les insectes de son espèce. Carole est aussi une fée qui possède des pouvoirs qu'elle utilise pour organiser des festins avec ses amis au risque de dérober la vaisselle des autres insectes. Elle a les yeux bleus, ainsi qu'un baguette magique qui lui permet de faire voler des objets.
- Marie la fourmi vit à la fourmilière mais vient souvent voir ses amis du jardin. Elle est très naïve, mais a un très grand cœur, et est toujours prête à aider ses amis. Elle est très amie avec Mireille l'Abeille.
- Léon le Bourdon vit dans une petite maison tapissée de mousse. Il est présenté comme un personnage rondouillard et glouton ce qui lui cause des mésaventures avec Mireille l'Abeille. Il possède également un caractère grognon et égoïste. Léon le Bourdon apparait dès le premier album de la série (en page 12) et c'est le deuxième personnage que l'on rencontre. Le septième album de la collection lui est consacré. Il a les yeux noirs, et est gourmand, a mauvais caractère et est égoïste.
- Patouch la mouche passe ses journées à fabriquer des mixtures qui dégoûtent ses camarades du jardin, comme la confiture de vers de terre ou la tarte à la crotte. Elle fait également pourrir des aliments autour de chez elle. Sa tente dégage un fumet malodorant qui repousse les autres animaux, mais elle est une excellente camarade, toujours prête à aider et à faire partager ses expériences culinaires.
- Huguette la guêpe fait partie des habitants les moins appréciés du jardin. Elle est hautaine, arrogante et se trouve supérieure aux autres. En effet, elle pense toujours que l'apparence est très importante, alors qu'en fait c'est le caractère (et donc la gentillesse). Elle vit dans une splendide demeure, et n'aime recevoir que les « grandes personnes de ce monde », c'est-à-dire la reine des abeilles. Elle profite de sa taille de guêpe pour donner des leçons à la rondelette Mireille l'Abeille.
- Frédéric le moustique est le docteur du jardin. Alors que dans les livres, il apparaît comme un gentil soigneur, qui ne donne que des potions, dans les dessins animés, on ne le voit que donnant des piqûres la plupart du temps inefficaces[1].

## Adaptations audiovisuelles
La série a été adaptée sous la forme d’une série animée par Alexandre Révérend et Stéphane Bernasconi, chez StudioCanal. La série est diffusée sur France 3 dans Les Minikeums en septembre 2001 puis sur Playhouse Disney, sur France 5 dans Les Zouzous depuis le 7 avril 2004, rediffusée sur France 4 également dans Zouzous et sur Nickelodeon Junior depuis le 7 avril 2012.
Le film Drôles de petites bêtes : Les Quatre Saisons est sorti au cinéma en 2005. Une nouvelle adaptation nommée simplement Drôles de petites bêtes est sortie en 2017.
En 2019, une deuxième série d’animation, Apollon le grillon et les drôles de petites bêtes, voit le jour. Elle est diffusée sur TiJi

### Distribution

#### Voix françaises
- Adeline Chetail : Camille la chenille / Belle la coccinelle
- Éric Chevallier : Siméon le papillon
- Sylvie Jacob : Adèle la sauterelle
- Thierry Kazazian : Narrateur
- Gilbert Lévy : Benjamin le lutin / Patouche la mouche / Barnabé le scarabée
- Marie-Eugénie Maréchal : Mireille l'abeille
- Kelly Marot : Carole la luciole
- Annie Milon : Reine des abeilles
- Éric Missoffe : Hugo l'asticot
- Mireille Mossé : Marie la fourmi
- Charles Pestel : Léon le bourdon
- Clément Révérend : Loulou le pou, Grace la limace et Oscar le cafard
- Magali Rosenzweig : Huguette la guêpe

#### Apollon le grillon et les drôles de petites bêtes (2019)
- Emmanuel Curtil : Apollon le grillon
- Céline Melloul : Mireille l'abeille
- Adeline Moreau : Huguette la guêpe
- Anne Tilloy : Marguerite
- Alexandre Nguyen : Léon le bourdon
- Caroline Combes : Belle la coccinelle
- Vincent Ropion : Loustic le moustique / Séneçon
- Corinne Martin : Marie la fourmi
- Pierre Samuel : Loulou le pou
- Marie-Charlotte Leclaire : Patouche la mouche
- Jérémy Prévost : Incognito / Siméon le papillon
- Jérémie Covillault : Sphinx
- Pierre-Alain de Garrigues : Krypton / Père Pétard

## Produits dérivés
Un CD-Rom, Le Pique-nique de Loulou le Pou (Mindscape), permet de jouer avec les personnages des albums : des activités d'éveil pour les 2-4 ans.
Un jeu de société existe également, Le Roi du Jardin, dans lequel Léon le Bourdon, Camille la Chenille et leurs amis vont élire le Roi du Jardin : un jeu de course et de chance pour 2 à 4 joueurs à partir de 3 ans.